# The Allins
|  | Denne artikel er oprettet af botten Steenthbot ud fra en ekstern database. Den kan derfor have sproglige fejl eller mangler. Denne skabelon kan fjernes efter kontrol af indholdet. |

The Allins er en dansk dokumentarfilm fra 2016 instrueret af Sami Saif.

## Handling
I New Hampshire ligger en legende begravet. GG Allin, den mest ekstreme sanger i rock’n roll historien. Han blev kendt for at skide på scenen, slås og dyrke sex med publikum. Han døde en mytologisk heroindød i 1993, 37 år gammel.
Instrueret af den prisbelønnede filminstruktør Sami Saif er ’The Allins’ et kærligt og underholdende indblik i den efterladtes familie. 20 år efter hans alt for tidlige død i 1993 møder vi hans mor Arleta og bror Merle, som på hver deres måde forsøger at forsone sig med GG’s død. Arleta tackler savnet ved at få sin søns gravsten fjernet fra kirkegården i New Hampshire. Hun er træt af at se fans hylde GG ved at vandalisere gravstedet. Det er ikke den søn, hun vil mindes. Hun vil mindes det menneske som GG også var – en kærlig søn og bror. Broderen Merle derimod holder sig selv og myten om den mest destruktive musiker i rock’n roll-historien i live ved at sælge merchandise og videreføre deres gamle fælles band, Murder Junkies. Mens familiens historie oprulles – fra en fattig barndom med en tyrannisk og brutal far til et grænseløst voksenliv, hvor det i GGs tilfælde endte med stoffer, fængsel og vold – søger Arleta og Merle at finde fred med sig selv og deres fortid.

## Medvirkende
- Merle Allin
- Arleta Baird